# Соколов, Борис Геннадьевич
Борис Геннадьевич Соколов (1930 — ?) — начальник Всесоюзного рыбопромышленного объединения Западного бассейна («Запрыба»), Лауреат Государственной премии СССР (1982). Член КПСС с 1961 года.
Родился в 1930 году.
Окончил Московский технический институт рыбной промышленности и хозяйства им. А. И. Микояна (1953).
Работал инженером, начальником отдела, начальником промысловых экспедиций, заместителем начальника базы экспедиционного лова в Управлении рыбной промышленности Литовской ССР.
С 1962 года на ответственных должностях в Главном управлении рыбной промышленности Западного бассейна (с 1976 г. первый заместитель начальника Главка).
С 1981 по 1992 год — начальник Всесоюзного рыбопромышленного объединения Западного бассейна (ВРПО «Запрыба»).
С 1992 года начальник представительства минрыбхоза на Сейшельских остовах.
Лауреат Государственной премии СССР (1982 — за участие в работе по выявлению и освоению новых районов рыболовства в южной части Тихого океана).
Член ЦК Компартии Латвии. Депутат Верховного Совета Латвийской ССР 11-го созыва.